# Perizoma cerva
Perizoma cerva is een vlinder uit de familie van de spanners (Geometridae). De wetenschappelijke naam van de soort is voor het eerst geldig gepubliceerd in 1902 door George Francis Hampson.